# Вжесьце (Лемборський повіт)
Вжесьце (пол. Wrzeście, нім. Freist) — село в Польщі, у гміні Вицько Лемборського повіту Поморського воєводства.
Населення — 276 осіб (2011).
У 1975-1998 роках село належало до Слупського воєводства.

## Демографія
Демографічна структура станом на 31 березня 2011 року:
|          | Загалом | Допрацездатний вік | Працездатний вік | Постпрацездатний вік |
| -------- | ------- | ------------------ | ---------------- | -------------------- |
| Чоловіки | 144     | 35                 | 101              | 8                    |
| Жінки    | 132     | 29                 | 86               | 17                   |
| Разом    | 276     | 64                 | 187              | 25                   |